# مقاطعة كاسان
مقاطعة كاسان هي تقسيم إداري في ولاية قشقداريا في أوزبكستان. مركزها مدينة كاسان.